# Dimitrios
Dimitrios (griego: Δημήτριος , anteriormente llamado Klintholm), fue un pequeño carguero de 67 metros de capacidad de carga de 965 toneladas de registro bruto construido en Dinamarca en 1950, estaba registrado en la Prefectura de El Pireo, con el número de registro 2707. El barco pertenecía en un 76,75% a los Hermanos Molaris (Αφοί Μόλαρη) y en un 23,25% a los Hermanos Matsinos (Αφοί Ματσινού). El Dimitrios ha estado varado en la playa de Valtaki (Βαλτάκι) en el actual municipio de Eurotas en la prefectura de Laconia, Grecia, desde el 23 de diciembre de 1981. Actualmente es un pecio griego famoso debido a su pintoresca ubicación en una playa de arena de fácil acceso cerca de Gition, Grecia.
Existen muchos rumores sobre el origen del barco y cómo encalló en la playa. La mayoría cuenta que el barco se utilizaba para contrabandear cigarrillos entre Turquía e Italia. Fue capturado por las autoridades portuarias de Gition y luego liberado deliberadamente del puerto para ser arrastrado por el mar hasta la playa de Valtaki, a unos 5 kilómetros (2,7 millas náuticas; 3,1 millas) del puerto de Gition. Luego fue incendiado para ocultar la evidencia del contrabando de cigarrillos. Otro rumor, menos común, habla de un barco fantasma de origen desconocido.

## Hundimiento

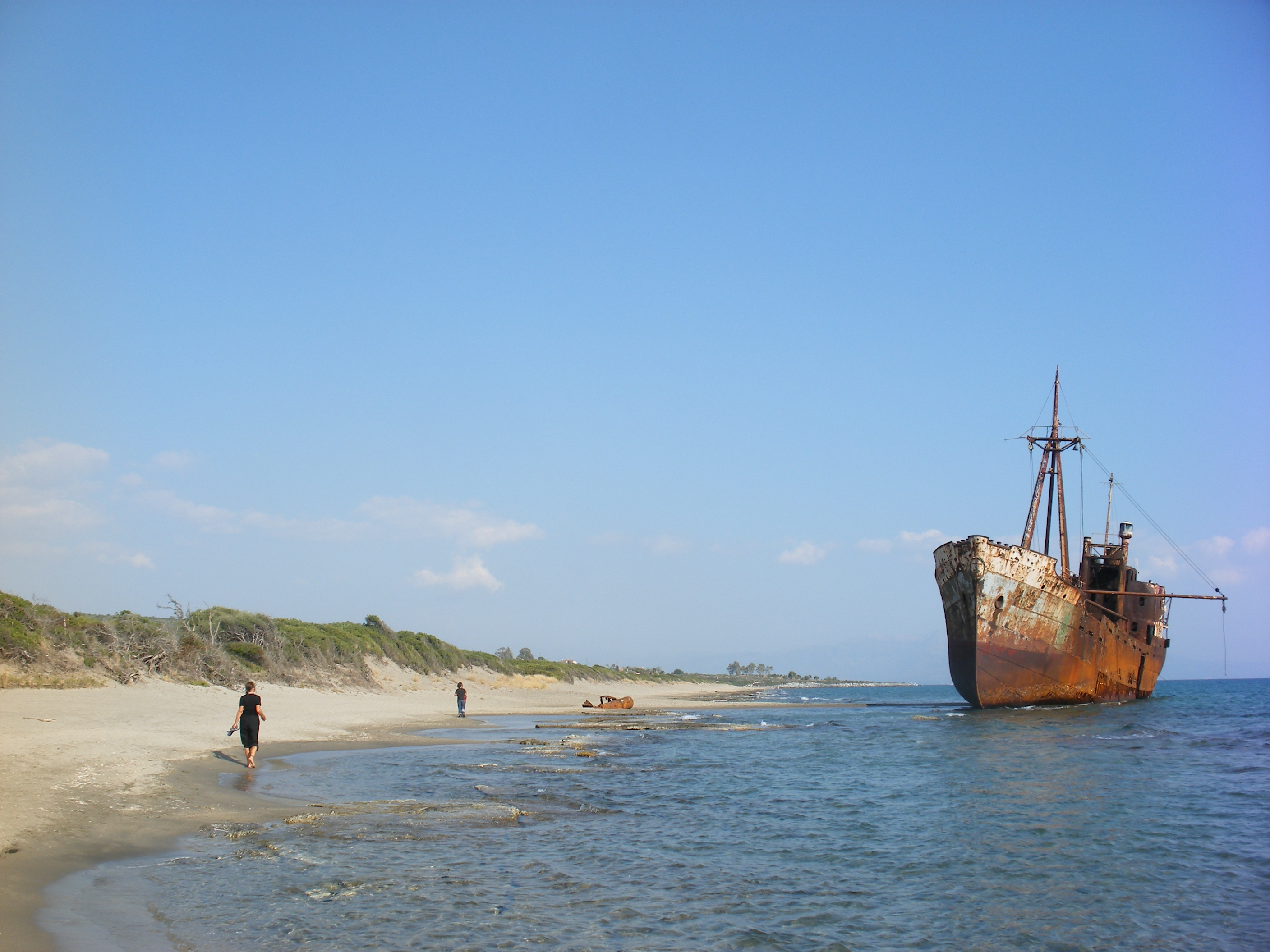
Dimitrios en 2008.

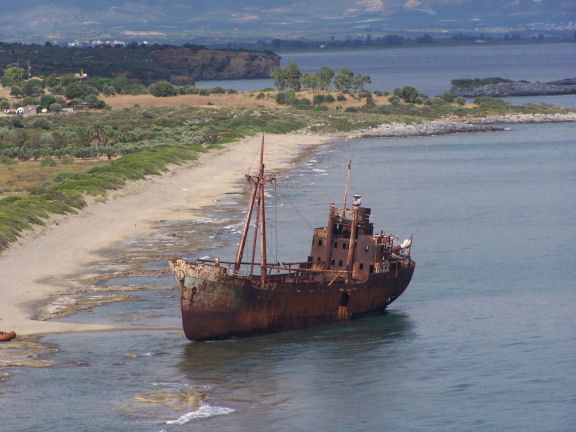
Pecio del Dimitrios en 2006.

Según el exjefe de la Guardia Costera griega, el vicealmirante Christos Dounis (1935-2010), en su Τα ναυάγια στις ελληνικές θάλασσες (Los naufragios de los mares griegos), el barco atracó de emergencia en Gition el 4 de diciembre de 1980 porque su capitán necesitaba acceso a un hospital debido a una enfermedad grave. Sin embargo, después del atraque del barco surgieron problemas financieros con la tripulación, al igual que varios problemas con el motor, junto con las medidas de seguro impuestas por varios prestamistas. La tripulación fue despedida y la tarea de salvaguardar el barco fue asignada a Georgios Daniil y Vasilis Parigoris.
El barco estuvo atracado en Gition hasta junio de 1981, cuando fue declarado inseguro debido al desgaste de las cuerdas de atraque y la escora a estribor debido a la entrada de agua en su casco. Las autoridades portuarias pidieron que lo trasladaran a un fondeadero fuera del puerto por razones de seguridad, pero los propietarios no respondieron hasta noviembre de 1981. El libro afirma que "aproximadamente a las 12:30 p. m. del 9 de noviembre de 1981, el barco fue arrastrado a unas 2 millas náuticas [2,3 millas; 3,7 km] debido a las severas condiciones climáticas y fue anclado temporalmente". Pero el anclaje temporal no duró mucho, ya que el barco fue arrastrado nuevamente y finalmente encalló en su ubicación actual en la playa de Valtaki el 23 de diciembre de 1981. Luego, el barco simplemente fue abandonado allí y no se hizo ningún intento por recuperarlo.